# Loka
Loka, é uma palavra em Sânscrito (लोक), que no Hinduísmo e na Mitologia Hindu, significa morada, lugar, região, mundo, plano de manifestação, ou plano de existência.
Derivará etimologicamente do protoindo-europeu lewk- (brilhar, ver) e para além dos significados acima representa “um grande espaço, ou mundo” [pois é aquilo que brilha ou aparece à vista, manifesta-se], seja um Universo ou parte dele.
Considera-se a possibilidade de existirem outros universos inacessíveis a partir dos veículos de manifestação deste nosso Universo. Cada qual com seus inumeráveis planos e mundos. Alguns manuscritos hindus citam, inclusive, “milhões de universos”.
Nos textos jainistas, o universo é chamado de Loka. Lokas são mundos ou dimensões espirituais que representam diferentes níveis de consciência. As frases de Lokas são recitações que nos conectam com esses mundos e nos ajudam a transcender o ego e a encontrar a paz interior.

A filosofia Jain/Jainista³ postula um loka eterno e sempre existente que funciona em leis naturais universais, não havendo divindade criadora e destruidora.
1. ↑  «** Monier Williams Sanskrit-English Dictionary **». www.monierwilliams.com. Consultado em 3 de agosto de 2023
2. ↑  Veda, Rig (2009). «Os Upanishades, tradução Sri Shiva Mahadeva **». YOGA DEVI ORG. Consultado em 3 de agosto de 2023 [ligação inativa]

- Fontes: https://chela.com.br/conceitos/lokas-mundos-ou-planos/